# 斯蒂芬·凯斯
斯蒂芬·麦康奈尔·“史蒂夫”·凯斯（Stephen McConnell "Steve" Case，1958年8月21日—），美國商人，美国在线（AOL）前任執行長與董事長。2003年從美國線上退休後，他透過投資公司Revolution創造了不同的新業務。此外，他也是妻子吉恩·凯斯經營的凱斯基金會主席。2011年初，他獲美國總統歐巴馬選為啟動美國夥伴關係（Startup America Partnership）的主席，並被任命為總統就業與競爭力委員會一員。史蒂夫·凱斯也是CNBC商業新聞節目《财经论谈》（Squawk Box）的常客，2011年8月24日，他曾在節目上討論他在啟動美國夥伴關係、總統就業與競爭力委員會任內，將推動高成長的創業並創造就業機會。

## 生平
生于夏威夷州檀香山的小学教师和律师家庭。后在的威廉姆斯学院获得政治学学士学位，并于后来的妻子乔安妮·巴克（Joanne Barker）结识。
1980年毕业后开始从事市场行銷工作，先在公司，后来进入百事集团。
1983年进入Control Video公司（AOL前身），做市场策划，后成为市场部负责人。
2000年，凯斯的事业达到巅峰，美国在线宣布与時代華納公司合并，组成美国在线—时代华纳公司。

## 外部連結
- Appearances on TIANow （页面存档备份，存于） Steve Case Talks Jobs & Innovation with TIA President, Grant Seiffert
- Revolution LLC （页面存档备份，存于）
- Revolution Health （页面存档备份，存于）
- The Case Foundation （页面存档备份，存于）
- 斯蒂芬·凯斯的X（前Twitter）
- C-SPAN內的頁面（英文）
- 《查理·罗斯访谈录》上的斯蒂芬·凯斯
- WorldCat 聯合目錄中斯蒂芬·凯斯的著作或與之相關的著作
- Profile （页面存档备份，存于） at Forbes'
- 斯蒂芬·凯斯在《紐約時報》上的節選新聞及評論
- 斯蒂芬·凯斯見于《華爾街日報》的報道和評論
- Megamerger Masters （页面存档备份，存于）, a transcript of a January 2000 interview of Case and Gerald Levin, from the PBS website
- Steve Case discusses his move into health care, 2006
- Who Invented AOL, 2008

| 商界職務 | 商界職務                     | 商界職務           |
| -------- | ---------------------------- | ------------------ |
| 新頭銜   | 美国在线首席执行官 1991–2001 | 繼任者： 巴里·舒勒 |